# نادر خليفة
نادر خليفة (10 أغسطس 1946 - 12 مارس 2019) هو كاتب سيناريو وناقد فني ومحاضر مصري.

## حياته ونشاته
حاصل على بكالوريوس علوم مالية وتجارية سنة 1967، ودبلوم الدراسات العليا من المعهد العالي للنقد الفني بأكاديمية الفنون سنة 1976.

## مسيرته[4][5]
- عمل في الثقافة الجماهيرية منذ سنه 1968
- ثم في تلفزيون الكويت لمدة تسع سنوات منذ عام 1977 وحتى عام 1986
- عاد بعدها للعمل بهيئة قصور الثقافة حتى عام 2006.

- عضو باتحاد الكتاب وعضو في نقابة السينمائيين.
- عضو الجمعية المصرية لنقاد وكتاب السينماز
- عضو جمعية كتاب السيناريو.
- تولى عام 2013 الأمانة العامة لمهرجان الإسكندرية السينمائي.
- له كثير من الأنشطة الفنية والثقافية والقصص القصيرة والدراسات الفنية والثقافية المنشورة في الجرائد والمجلات.

## جوائز
حاصل على جوائز منها: 
- جائزة سمو أمير الكويت عن سيناريو سهره "الرماد".
- الجائزة الأولى من مهرجان الخليج الأول للأعمال التلفزيونيه والجائزة الأولى في مهرجان الخليج الثاني عن سيناريو سهره "الرماد".
- شهادة تقدير من النيل للدراما عن "مسلسل"البنات" .
- شهاده تقدير من المعهد العالي للنقد الفني عن مجمل الأعمال.
- جائزة في القصة القصيرة من تنظيم الأسرة والثقافة الجماهيرية عن قصة "مصرية".